# Polina Semjonowna Schemtschuschina

Grabstein von Schemtschuschina auf dem Nowodewitschi-Friedhof neben dem Grab ihres Ehemannes

Polina Semjonowna Schemtschuschina (russisch Полина Семёновна Жемчужина, ursprünglich Перл Семёновна Карповская/Perl Semjonowna Karpowskaja; * 27. Februarjul. / 11. März 1897greg. in Pologi; † 1. April 1970 in Moskau) war eine sowjetische Politikerin und die Ehefrau von Wjatscheslaw Molotow.
Perl Karpowskaja wurde in der Familie eines jüdischen Schneiders geboren. Ab 1910 arbeitete sie in Jekaterinoslaw in einer Zigarettenfabrik, ab 1917 als Kassiererin in einer Apotheke. 1918 trat sie in die Rote Armee ein, wo sie einen politischen Klub organisierte. 1919 arbeitete sie in Kiew im Untergrund. Ein Jahr später nahm sie in Charkow den Namen Polina Semjonowna Schemtschuschina an.
1921 heiratete sie Wjatscheslaw Molotow und gelangte so in den Kreis um Stalin, mit dessen zweiter Frau Nadeschda Allilujewa sie sich anfreundete. Ab 1923 studierte sie an Arbeiterfakultäten, 1926 schloss sie ein Wirtschaftsstudium in Moskau ab. Ab 1927 bekleidete sie verschiedene Posten in der Industrie, 1936 wurde sie leitende Mitarbeiterin des Nahrungsmittelministeriums der Sowjetunion, im November 1937 dessen stellvertretende Leiterin. Von Januar bis November 1939 war sie Volkskommissarin (d. h. Ministerin) für die Fischindustrie. Ab März 1939 war sie Kandidatin, ab Februar 1942 Mitglied des Zentralkomitees.
Im Zweiten Weltkrieg war sie führendes Mitglied des Jüdischen Antifaschistischen Komitees, nach dessen Auflösung 1948 war sie wieder dem Industrieministerium zugeordnet. Zu dieser Zeit zog sie Stalins Ungnade auf sich, die auf drei Vorfälle zurückgeführt wird, nämlich ihre Teilnahme an einer Feier in der Moskauer Synagoge im Jahr 1945, ihre Anwesenheit an der Trauerfeier für den (auf Stalins Befehl ermordeten) jüdischen Schauspieler Solomon Michoels und ihr Zusammentreffen mit der ersten israelischen Botschafterin in der Sowjetunion, Golda Meir, mit der sie sich auf Jiddisch unterhielt. Am 29. Januar 1949 wurde Polina Schemtschuschina verhaftet, wegen fortgesetzten Kontakts zu jüdischen Nationalisten angeklagt und am 29. Dezember 1949 zu fünf Jahren Verbannung in Kustanai verurteilt. Ihr Mann wurde im März 1949 als Außenminister abgelöst und verlor einen Großteil seines Einflusses. Im Januar 1953 wurde sie am Verbannungsort verhaftet und nach Moskau gebracht – offenbar mit dem Ziel, einen weiteren Prozess vorzubereiten. Nach Stalins Tod wurde sie im März 1953 freigelassen und rehabilitiert. Bis zu ihrem Tod lebte sie in Moskau.